# بلک ارنتس
بلک ارنتس (به انگلیسی: Black Ernz) رودخانه‌ای است که در لوکزامبورگ جریان دارد.